# Blaesoxipha tingomaria
Blaesoxipha tingomaria är en tvåvingeart som beskrevs av Thomas Pape 1994. Blaesoxipha tingomaria ingår i släktet Blaesoxipha och familjen köttflugor.
Artens utbredningsområde är Peru. Inga underarter finns listade i Catalogue of Life.